# Ackey (Einheit)
Ackey, auch Akie, war eine Masseneinheit für Gold und Silber in Guinea, dem Sudan und Benin und wurde als Goldkörnermaß bezeichnet.
- 1 Ackey = 5 Gallina ≈ 1,3 Gramm
- 1 Ackey = 1/6 Unze = 27 As (holländ.) = 1,299 Gramm[2]
- 1 Usanos/Unze = 6 Ackey = 30 Gallina = 162 As = 16.000 Kauris[3]